# À la belle étoile (film, 2023)
Pour les articles homonymes, voir La Belle Étoile.
Pour plus de détails, voir Fiche technique et Distribution.
À la belle étoile est une comédie biographique française réalisée par Sébastien Tulard et sortie en 2023.

## Synopsis
Depuis son plus jeune âge, Yazid n’a qu’une passion, la pâtisserie. Élevé entre famille d’accueil et foyer, le jeune homme s’est forgé un caractère indomptable. D’Épernay à Paris en passant par Monaco il va tenter de réaliser son rêve : travailler chez les plus grands chefs pâtissiers et devenir le meilleur.

## Fiche technique
- Titre original : À la belle étoile
- Réalisation : Sébastien Tulard
- Scénario : Sébastien Tulard et Cédric Ido, d'après l'œuvre de Yazid Ichemrahen
- Musique : Brice Davoli
- Photographie : Pierre Dejon
- Montage : Marielle Babinet
- Décors : Ann Chakraverty
- Costumes : Pauline Berland
- Production : Laurence Lascary
- Société de production : France 2 Cinéma et De l'autre côté du périph
- Société de distribution : BAC Films et France Télévisions
- Pays de production :  France
- Langue originale : français
- Format : couleur — 2,35:1
- Genre : comédie biographique
- Durée : 110 minutes
- Dates de sortie :
  - France : 16 janvier 2023 (Épernay) ; 22 février 2023 (en salles)

## Distribution
- Just Riadh : Yazid Ichemrahen
- Loubna Abidar : Samia
- Christine Citti : Simone
- Patrick d'Assumçao : Pascal
- Jean-Yves Berteloot : Massena
- Pascal Légitimus : Bouchard
- Estéban : Julien
- Lika Minamoto : Satomi
- Georges Corraface : Charles Bauchon
- Anis Mansour : Alban
- Sandrine Dumas : Victoria
- Saïd Benchnafa : Samy
- Dycosh : Manu
- Phénix Brossard : Mathieu, fils de Simone et Pascal
- Frédéric Saurel : Antoine
- Frédéric Fix : Fred, le pâtissier équipe de France
- Philippe Beglia : l'invité d'honneur du championnat du monde

## Accueil

### Accueil critique
En France, le site Allociné donne la note de 2,9⁄5, après avoir recensé 13 critiques de presse.

### Box-office
Pour son premier jour d'exploitation en France, À la belle étoile réalise 13 656 entrées, dont 5 340 en avant-premières, pour un total de 812 séances proposées. Le long-métrage se positionne troisième du box-office des nouveautés pour leur premier jour, derrière Les choses simples (38 491) et devant Arrête avec tes mensonges (12 795).
Pour sa première semaine d'exploitation, le long-métrage totalise 67 974 entrées pour un total de 5 471 séances proposées. Sans compter les avant-premières, le film est classé treizième du box-office hebdomadaire, derrière Babylon (67 768) et devant Maurice le chat fabuleux (54 103).
| Pays ou région | Box-office      | Date d'arrêt du box-office | Nombre de semaines |
| -------------- | --------------- | -------------------------- | ------------------ |
| France         | 105 259 entrées | 4 avril 2023               | 6                  |